# Ivan Regner
Ivan Frithiof Regner, född den 11 juli 1866 i Länghems församling, Älvsborgs län, död den 28 september 1942 i Kristianstad, var en svensk jurist och ämbetsman. Han var far till Nils Regner.
Regner blev 1886 student vid Uppsala universitet, där han 1889 avlade filosofie kandidatexamen och 1892 examen till rättegångsverken. Han blev extra ordinarie tjänsteman vid Länsstyrelsen i Värmlands län 1898, extra länsnotarie där 1902 och länsbokhållare där 1903. Regner var landskamrerare i Kristianstads län 1913–1933 och tillförordnad landshövding där 1920–1921, medan Louis De Geer var statsminister. Han blev riddare av Nordstjärneorden 1919 och kommendör av andra klassen av samma orden 1928. Regner vilar på Östra begravningsplatsen i Kristianstad.